# Diodorus Siculus
Diodorus Siculus (grekiska Διόδωρος Σικελιώτης, Diodoros sicilianaren), född omkring 90 f.Kr. i Agira, död omkring 30 f.Kr, var en grekisk historiker från Sicilien. Han reste i många år i Europa och Asien samt uppehöll sig även i Rom med ändamål att författa ett historiskt bibliotek, Bibliotheca historica (grekiska Βιβλιοθήκη ἱστορική, Historiskt bibliotek), som kom att behandla världshistorien från äldsta tider till Cæsars krig i Gallien.

## Bibliotheca historica

Bibliotheca historica i en utgåva från 1746.

Bibliotheca historica utgörs av tre delar och omfattar omkring 40 böcker. Den första delen har ett geografiskt tema och handlar om Egypten (Bok I), Mesopotamien, Indien, Skytien och Arabien (II), Nordafrika (III), Grekland och Europa (IV–VI). Därefter (VII–XVII) återberättar Diodorus världshistorien, från Trojanska kriget till och med Alexander den stores död. Sista delen (XVII till slutet) handlar om Alexander den stores efterföljare, och slutar med Julius Caesars krig i Gallien 45 f.Kr. Slutet har inte bevarats, så det är oklart hur långt Diodorus kom i sin framställning. Av de andra böckerna har flera gått förlorade. Endast I–V och X–XX är fullständiga. De övriga böckerna finns bevarade som fragment i verk av bland andra Fotios och Konstantin VII.
Diodorus har använt ett stort antal källor, däribland Hekataios av Abdera, Ktesias av Knidos, Eforos, Theopompos, Hieronymos av Kardia, Duris av Samos, Diyllos, Filistos, Timaios, Polybios och Poseidonios.
År 1472 utkom editio princeps av Diodorus historieverk, på latin av Poggio Bracciolini i Bologna.